# West Fork Ranger Station
 (août 2023).
La West Fork Ranger Station est une station de rangers dans le comté de Ravalli, dans le Montana, aux États-Unis. Située à proximité de la branche occidentale de la Bitterroot, à laquelle elle doit son nom, elle est protégée au sein de la forêt nationale de Bitterroot. Construite dans les années 1930 et 1940, elle est inscrite au Registre national des lieux historiques depuis le 18 juillet 2023.